# Рождественське (Костромська область)
Рождественське (рос. Рождественское) — село в Шар'їнському районі Костромської області Російської Федерації.
Населення становить 695 осіб. Входить до складу муніципального утворення Івановське сільське поселення.

## Історія
Від 2007 року входить до складу муніципального утворення Івановське сільське поселення.

## Населення
| 2008 | 2010 | 2014 |
| ---- | ---- | ---- |
| 713  | ↘655 | ↗695 |